# Catch up (single)
Catch up is een single van de Nederlandse rapper Josylvio uit 2018. Het stond in hetzelfde jaar als zesde track op het album Hella Cash.

## Achtergrond
Catch up is geschreven door Felix Laman en Joost Theo Sylvio Yussef Dowib en geproduceerd door Yung Felix. Het is een nederhoplied dat gaat over een meisje dat een relatie heeft verbroken, om vervolgens weer de liedverteller op te zoeken. Hier is de liedverteller niet van gediend. Het is de tweede single die de rapper uitbrengt op zijn eigen opgerichte muzieklabel Hella Cash. De single heeft in Nederland de dubbel platina status.

## Hitnoteringen
Het lied had grote successen in Nederland en bescheiden succes in België. Het piekte op de eerste plaats van de Single Top 100. Het stond drie weken op een en stond in totaal 31 weken in deze hitlijst. Het is ook het eerste nummer van de rapper dat de Top 40 bereikte. Het kwam hier tot de zestiende plaats en stond tien weken in de lijst. De Vlaamse Ultratop 50 werd niet bereikt, maar het kwam tot de twaalfde plaats van de Ultratip 100.